# Le Temps des écoliers
Pour plus de détails, voir Fiche technique et Distribution.
Le Temps des écoliers (en néerlandais Haagschool) est un court métrage psychologique belge d'André Delvaux (1962) sur les problèmes que pose l'adolescence dans les familles où les parents ont tous deux une activité professionnelle.

## Synopsis
Un rhétoricien, Freddy Massart, se montre élève peu brillant. Sitôt la classe finie, il rejoint une jeune fille et l'emmène au bois sur sa Vespa. Ils flirtent et discutent mariage.

## Fiche technique
- Titre : Le Temps des écoliers
- Réalisation : André Delvaux
- Pays :  Belgique
- Genre : Drame
- Durée : 31 minutes
- Dates de sortie : 
  -  Belgique : 1962